# هانز كويفينن
هانز كويفينن (بالفنلندية: Hannes Koivunen)‏ (24 أغسطس 1911 – 29 سبتمبر 1990) هو ملاكم فنلندي راحل، مثّل بلاده في الألعاب الأولمبية الصيفية 1936.

## روابط خارجية
هانز كويفينن على موقع بوكس ريك (الإنجليزية) (registration required)
- هانز كويفينن على موقع أوليمبيديا (الإنجليزية)